# Kniphofia coddiana
Kniphofia coddiana är en grästrädsväxtart som beskrevs av Georg Cufodontis. Kniphofia coddiana ingår i Fackelliljesläktet som ingår i familjen grästrädsväxter. Inga underarter finns listade i Catalogue of Life.